# Haley Anderson
Haley Danita Anderson (Santa Clara, 20 november 1991) is een Amerikaanse zwemster. Ze vertegenwoordigde haar vaderland op de Olympische Zomerspelen 2012 in Londen en op de Olympische Zomerspelen 2016 in Rio de Janeiro. Haar oudere zus is zwemster Alyssa Anderson.

## Carrière
Bij haar internationale debuut, op de wereldkampioenschappen zwemmen 2009 in Rome, werd Anderson uitgeschakeld in de series van zowel de 800 als de 1500 meter vrije slag.
Op de wereldkampioenschappen openwaterzwemmen 2010 in Roberval eindigde de Amerikaanse als vierde op de 25 kilometer. In Irvine nam Anderson deel aan de Pan Pacific kampioenschappen zwemmen 2010. Op dit toernooi eindigde ze als vierde op zowel de 1500 meter vrije slag als de 10 kilometer open water en als achtste op de 800 meter vrije slag, op de 400 meter vrije slag strandde ze in de series.
Tijdens de Olympische Zomerspelen van 2012 in Londen veroverde de Amerikaanse de zilveren medaille op de 10 kilometer. 
Op de wereldkampioenschappen openwaterzwemmen 2013 in Barcelona werd Anderson wereldkampioene op de 5 kilometer openwater, in de landenwedstrijd eindigde ze samen met Andrew Gemmell en Sean Ryan op de zesde plaats.
In Gold Coast nam ze deel aan de Pan-Pacifische kampioenschappen zwemmen 2014. Op dit toernooi eindigde ze als zevende op de 800 meter vrije slag.
Op de wereldkampioenschappen openwaterzwemmen 2015 in Kazan prolongeerde de Amerikaanse de wereldtitel op de 5 kilometer openwater, op de 10 kilometer openwater eindigde ze op de negende plaats.
Tijdens de Olympische Zomerspelen van 2016 in Rio de Janeiro eindigde de Anderson als vijfde op de 10 kilometer openwater.
In Boedapest nam ze deel aan de wereldkampioenschappen openwaterzwemmen 2017. Op dit toernooi eindigde ze als vijfde op de 5 kilometer openwater en als zesde op de 10 kilometer openwater, in de landenwedstrijd behaalde ze samen met Brendan Casey, Ashley Twichell en Jordan Wilimovsky de zilveren medaille.
Op de Pan-Pacifische kampioenschappen zwemmen 2018 in Tokio sleepte de Amerikaanse de gouden medaille in de wacht op de 10 kilometer openwater, daarnaast eindigde ze als vijfde op de 1500 meter vrije slag en als zesde op de 800 meter vrije slag. Tijdens de wereldkampioenschappen kortebaanzwemmen 2018 in Hangzhou eindigde Anderson als zevende op de 800 meter vrije slag, op de 400 meter vrije slag strandde ze in de series.
In Gwangju nam ze deel aan de wereldkampioenschappen openwaterzwemmen 2019. Op dit toernooi veroverde ze de zilveren medaille op de 10 kilometer openwater, in de landenwedstrijd sleepte ze samen met Jordan Wilimovsky, Ashley Twichell en Michael Brinegar de bronzen medaille in de wacht.

## Internationale toernooien
| Jaar | Olympische Spelen   | WK langebaan                                             | WK kortebaan                           | PanPacs                                                                         | Pan-Ams       |
| ---- | ------------------- | -------------------------------------------------------- | -------------------------------------- | ------------------------------------------------------------------------------- | ------------- |
| 2009 |                     | 28e 800m vrije slag 9e 1500m vrije slag                  |                                        |                                                                                 |               |
| 2010 |                     | 4e 25 kilometer                                          | geen deelname                          | serie 400m vrije slag 8e 800m vrije slag 4e 1500m vrije slag 4e 10 km openwater |               |
| 2011 |                     | geen deelname                                            |                                        |                                                                                 | geen deelname |
| 2012 | 10 km openwater     |                                                          | geen deelname                          |                                                                                 |               |
| 2013 |                     | 5 km openwater · 6e Landenwedstrijd                      |                                        |                                                                                 |               |
| 2014 |                     |                                                          | geen deelname                          | 7e 800m vrije slag                                                              |               |
| 2015 |                     | 5 km openwater · 9e 10 km openwater                      |                                        |                                                                                 | geen deelname |
| 2016 | 5e 10 km open water |                                                          | geen deelname                          |                                                                                 |               |
| 2017 |                     | 5e 5 km openwater · 6e 10 km openwater · Landenwedstrijd |                                        |                                                                                 |               |
| 2018 |                     |                                                          | 12e 400m vrije slag 7e 800m vrije slag | 6e 800m vrije slag · 5e 1500m vrije slag · 10 km openwater                      |               |
| 2019 |                     | 10 km openwater · Landenwedstrijd                        |                                        |                                                                                 | geen deelname |

## Persoonlijke records
Bijgewerkt tot en met 2 augustus 2019
Kortebaan
| Afstand         | Tijd    | Datum            | Plaats   |
| --------------- | ------- | ---------------- | -------- |
| 400m vrije slag | 4.05,89 | 14 december 2018 | Hangzhou |
| 800m vrije slag | 8.18,70 | 13 december 2018 | Hangzhou |

Langebaan
| Afstand          | Tijd     | Datum            | Plaats   |
| ---------------- | -------- | ---------------- | -------- |
| 400m vrije slag  | 04.07,21 | 28 juli 2018     | Irvine   |
| 800m vrije slag  | 08.24,13 | 25 juli 2018     | Irvine   |
| 1500m vrije slag | 16.04,26 | 12 augustus 2018 | Tokio    |
| 400m wisselslag  | 04.43,00 | 2 augustus 2019  | Stanford |